# Головское (Львовская область)
Головское (укр. Головське) — село в Карпатах, в Сходницкой поселковой общине Дрогобычского района Львовской области Украины. Село расположено в 31 км от города Турка и 22 км от железнодорожной станции Яворы на линии Самбор — Ужгород.
Село Головское впервые упоминается в 1567 г. Население — 257 чел. (2009 г.)
В селе имеется памятник архитектуры местного значения — церковь св. Николая / Св. Ивана Богослова (1866 г.).
На западной окраине села сохранился крест, установленный в 50-ю годовщину отмены крепостного права. На горе Пагоры раньше находился замок. До недавнего времени виднелись оборонные укрепления, валы — «Межевижа».
В с. Крынтята в бою с фашистами при освобождении Турковщины 7 августа 1944 г. был смертельно ранен член Военного совета 1-й гвардейской армии 1-го Украинского фронта, Герой Советского Союза генерал-майор Васильев.

## Население
- 1880 — 543(1869) (288 муж., 255 жен.), 1881: с Крынтятами и Вувкой 376, в Зубрице 156 и 6 иудеев[1].
- 1921 — 752 жителей.
- 1989 — 266 (122 муж., 144 жен.)[2]
- 2001 — 257[3].